# Andreas Grüning
Andreas Grüning (* 28. September 1756 in Selker Mühle, Selk, Herzogtum Schleswig; † 27. März 1821 in Ottensen) war ein deutscher Pädagoge und Kalligraph.

## Leben
Er war ein Sohn des Lehrers Andreas Joachim Grüning, der 1799 in Altona starb. Friedrich Grüning (1763–1842), der ebenfalls Lehrer wurde, war sein jüngerer Bruder. Andreas Grüning war ab 1780 Lehrer für Religion, Schreiben und Rechnen in Altona. Er wurde 1782 Mitglied der Kunstrechnungs-Societät in Hamburg (seit 1877: Mathematische Gesellschaft in Hamburg) und der Societät der mathematischen Wissenschaften in Amsterdam. 1792 eröffnete er eine Handelsschule in Hamburg, Große Bleichen, und wurde ihr Vorsteher. Am 1. November 1808 wurde er in Mecklenburg (Rostock?) zum Professor der Kalligraphie und Mathematik ernannt. 1810 zog er sich vom Schulgeschäft zurück und unternahm eine Reise nach Venedig. Nach seiner Rückkehr lebte er als Privatmann zwei Jahre in Hamburg, drei Jahre in Wedel und fünf Jahre in Ottensen, wo er starb. Die Kupferstiche für seine Übungsbücher fertigte Johann Thomas Hagemann. 
Von 1802 bis 1806 war er Mitglied der Freimaurer-Loge Zur goldenen Kugel in Hamburg. Ein Zerwürfnis mit dem damaligen Meister vom Stuhl (Johann Friedrich Basilius Wehber-Schuldt 1773–1840) führte 1806 zu einem internen Prozess und seinem Ausschluss, was in den Folgejahren in mehreren Schriften thematisiert wurde.
Er war seit 1781 verheiratet mit Catharina, geb. Martens. Das Paar hatte 5 Kinder: Andreas (ab 1815 hanseatischer Konsul in Christiania, † 1842), Johann Friedrich, Christian Ludwig (Architekt, † 1814 an Lazarettfieber, Maria Cathrina Mathilde und Johanna Christiana.

## Werke
- Unterricht in den 4 Specien. Rechenbuch für Kinder. Altona 1783; 6. Auflage Hamburg 1805; 7. Auflage 1816; 8. Auflage 1818
- Französisches Lesebuch. 1798. 2. Auflage 1820
- L'Ecole Francoise; die französische Schule. Ein Lesebuch für Anfänger in 4 Theilen. Hamburg 1799. 2. Auflage 1805
- Vorübungen im Schreiben. 3 Bände Hamburg 1792
- Französische Grammatik für Deutsche, mit Beispielen, Hebungen und Proben zur Anwendung der Regeln. Hamburg 1800; 5. Auflage 1818
- Französisch ABC-, Buchstabier- und Lesebuch für Deutsche mit einer Anleitung zum Gebrauch in Schulen. Hamburg 1800; 3. Auflage 1816
- Das englische grosse und kleine Alphabet für Schreibschüler zum Nachzeichnen, wie auch für Schriftstecher und Schriftmaler, mit doppelten Grundzügen, in einer schrägen Grösse von zwei bis fünf Zoll. Nebst einer Beschreibung von dem Verhältnisse der Buchstaben gegen einander. Hamburg 1804
- Ausführliche Nachricht von meiner Handelsschule. Hamburg 1805
- (Hrsg.) Luther, eine Ode von J. A. Cramer, kön. dän. Hofprediger, nachmaligen Canzler der Universität Kiel. Hamburg 1805
- Praktisches Rechenbuch über den Hamburgischen Preiscourant, mit Beispielen, Uebungen und Proben zur Anwendung der Regeln. Hamburg: Perthes und Besser, 1. Teil, 4. Auflage Hamburg 1810

2. Teil über den Hamburger Geld- und Wechselcours. 2. Auflage Hamburg 1816
- Uebungen im Schönschreiben. Die englische Schreibschrift. Drei Hefte, enthaltend: das erste Heft, die grosse oder runde, das zweite, die mittlere, und das dritte, die kleine oder Brief-Hand. Hamburg 1810
- Uebungen im Schönschreiben. Die deutsche Schreibschrift. Hamburg 1810
- Vorübungen im Schreiben für Anfänger, mit und ohne Lehrmeister. 3 Hefte. Hamburg 1810
- Englische Grammatik für Deutsche, mit Beispielen, Uebungen und Proben zur Anwendung der Regeln. Hamburg 1810 (Der theoretische Teil ist von Dr. W. Müller). zweite Auflage 1816
- Hamburgischer Briefsteller für Kaufleute. Hamburg: Perthes und Besser 1803; zweite verbesserte Ausgabe 1816
- ABC-, Buchstabier- und Lesebuch, mit kurzer Anweisung zum Lesenlernen und 1 Kupfer, worauf 30 der bekanntesten Thiere abgebildet sind. Zweite Auflage Hamburg 1820